# 裏声で歌へ君が代
『裏声で歌へ君が代』 （うらごえでうたえきみがよ）は、丸谷才一の長編小説。

## 概要
1982年8月25日、新潮社より「純文学書下ろし特別作品」として刊行された。装丁と国旗デザインは和田誠。カバー装画はアントニオ・ロペス。1990年7月25日、新潮文庫で文庫化された。2014年6月10日刊行の『丸谷才一全集』第4巻（文藝春秋）に収録された。 
単行本の函（裏）には丸谷の次の言葉が付されている。
「政治的人間といふ言葉がある。政治が人生のいちばん大事な主題である人間、といふ意味だらう。わたしは政治的人間ではない。しかし、そんな人間にこそ政治は襲ひかかるし、あるいは、そんな人間ほど、政治に襲ひかかられたと感じられるものらしい。すくなくともわたしは幼いころからずつと、そんなふうに感じて鬱陶しい思ひをしながら、現代史とつきあつてきた。（中略） つまりこれは非政治的人間の書いた政治小説である。蝶の嫌ひな男は蝶類図鑑は編まないけれど、小説家にはそんな態度は許されないのだから仕方がない」
作中人物の洪圭樹のモデルは、廖文毅である。